# Ataque de Arbinda
O ataque a Arbinda ocorreu em 24 de dezembro de 2019 durante a insurreição jihadista em Burkina Faso.
Em 24 de dezembro de 2019, um grande grupo de militantes em motocicletas atacou civis e uma base militar em Arbinda, província de Soum, Burkina Faso. O ataque e a batalha subsequente duraram várias horas, resultando na morte de 35 civis, 7 soldados e 80 atacantes.  O ataque foi um dos mais mortíferos de Burkina Faso. Um estado de luto nacional de 48 horas foi declarado após o ataque. .

## Ataque
Os jihadistas atacaram primeiro um posto militar avançado na província de Soum, no norte, perto de Arbinda, matando sete soldados. O ataque acabou sendo repelido pelas forças de segurança. Cerca de oitenta agressores foram mortos durante os confrontos. 
Ao mesmo tempo, dezenas de agressores em motocicletas invadiram Arbinda, matando 35 civis. Os atacantes supostamente visavam mulheres, já que 31 dos civis mortos eram mulheres.  A batalha e os ataques duraram várias horas, até que os militantes foram repelidos pelo Exército de Burkina Faso com a ajuda de sua força aérea. 